# Касбас
Касбас (исп. Casbas) — посёлок в Аргентине в провинции Буэнос-Айрес. Крупнейший по количеству жителей населённый пункт муниципалитета Гуамини.

## История
В начале XX века через эти места прошла железная дорога, и в конце 1910 года Доминго Арини и Алехандро Кариде обратились к властям с предложением построить здесь железнодорожную станцию и основать возле неё населённый пункт на землях, принадлежащих их тестю Марио Касбасу. Предложение было принято, и в 1911 году начала функционировать железнодорожная станция «Касбас». Вокруг неё вырос населённый пункт, в котором, помимо индейцев и креолов, стали селиться иммигранты из Италии, Испании и Португалии.